# 足柄消防組合
足柄消防組合（あしがらしょうぼうくみあい）は、神奈川県南足柄市、足柄上郡中井町、大井町、松田町、山北町及び開成町によって組織されていた消防組合である。管轄区域は前述の1市5町。2013年3月、消防広域化に伴い小田原市消防本部へ統合されたために同消防組合は解散した。

## 概要
- 消防本部：南足柄市怒田40-1
- 管内面積：380.37km2
- 職員定数：159人
- 消防署1カ所、分署1カ所、分遣所3カ所
- 主力機械（2006年4月1日現在）
  - 普通消防ポンプ自動車：2
  - 水槽付消防ポンプ自動車：5
  - はしご付消防自動車：1
  - 化学消防自動車：2
  - 救急自動車：6
  - 指揮車：1
  - 救助工作車：1
  - 小型動力ポンプ：6
  - 広報車：1
  - 資機材搬送車：3
  - その他：3

## 沿革
- 1972年4月
  - 南足柄市消防本部・南足柄市消防署を設置する。
  - 足柄上郡中井町・大井町・松田町・山北町・開成町の5町で足柄上消防組合を設立し、足柄上消防組合消防本部・足柄上消防署を設置する。
- 1974年3月 - 中井分遣所庁舎が完成する。【足柄上消防組合】
- 1975年3月 - 山北分署庁舎が完成する。【足柄上消防組合】
- 1978年2月 - 岡本分署庁舎が完成する。【南足柄市消防本部】
- 1979年4月 - 中井分遣所を中井分署に改称する。【足柄上消防組合】
- 1996年3月 - 南足柄市消防本部と足柄上消防組合との広域消防体制の整備に伴い、消防庁のモデル指定を受ける。
- 1999年12月 - 足柄消防組合の設立について、神奈川県知事より許可される。
- 2000年4月1日 - 足柄消防組合が発足する。
  - 南足柄市消防本部と足柄上消防組合消防本部が足柄消防組合消防本部として統合する。
  - 南足柄市消防署を西消防署に、足柄上消防署を東消防署に改称する。
- 2011年4月1日 - 消防署の1署化に伴い、西消防署を足柄消防組合消防署に、東消防署を松田分署に、岡本分署を岡本分遣所に、中井分署を中井分遣所に、山北分署を山北分遣所に改称する。
- 2013年3月31日 - 県西地域の消防広域化に伴い、足柄消防組合を小田原市消防本部へ統合する。足柄消防組合は前日をもって解散し、小田原市に承継する。足柄消防組合を構成していた1市5町は小田原市に消防事務を委託[1]。

## 組織
- 消防組合
  - 組合長：開成町長
  - 副組合長：南足柄市長、中井町長、大井町長、松田町長、山北町長
- 本部－総務課、予防課、警防課
- 消防署－第一警備課、第二警備課

## 消防署
| 消防署             | 住所             | 分署・分遣所 |
| ------------------ | ---------------- | --- |
| 足柄消防組合消防署 | 南足柄市怒田40-1 | 松田分署：松田町松田惣領2073 岡本分遣所：南足柄市岩原1025-5 中井分遣所：中井町雑色120-1 山北分遣所：山北町山北2056-1 |

## その他
- 本消防本部は、2013年3月30日に解散するまでは、神奈川県において唯一の消防組合による常備消防であった。
- 本消防本部の管内面積は、神奈川県においては横浜市消防局に次いで第2位の広さであった（現在は小田原市消防本部が第1位である）。